# SP-95
A SP-95 é uma rodovia transversal do estado de São Paulo, administrada pelo Departamento de Estradas de Rodagem do Estado de São Paulo (DER-SP).

## Denominações
Recebe as seguintes denominações em seu trajeto:
Nome:	Benevenuto Moretto, Rodovia
- De - até:	SP-8 (Bragança Paulista) - SP-360 (Amparo)
- Legislação: LEI 3.833 DE 23/09/83

Nome:	João Beira, Rodovia
- De - até:	Amparo - SP-340 (Jaguariúna)
- Legislação: LEI 6.842 DE 26/04/90

## Descrição
Principais pontos de passagem: Bragança Paulista - Amparo - Jaguariúna - SP 340

## Características

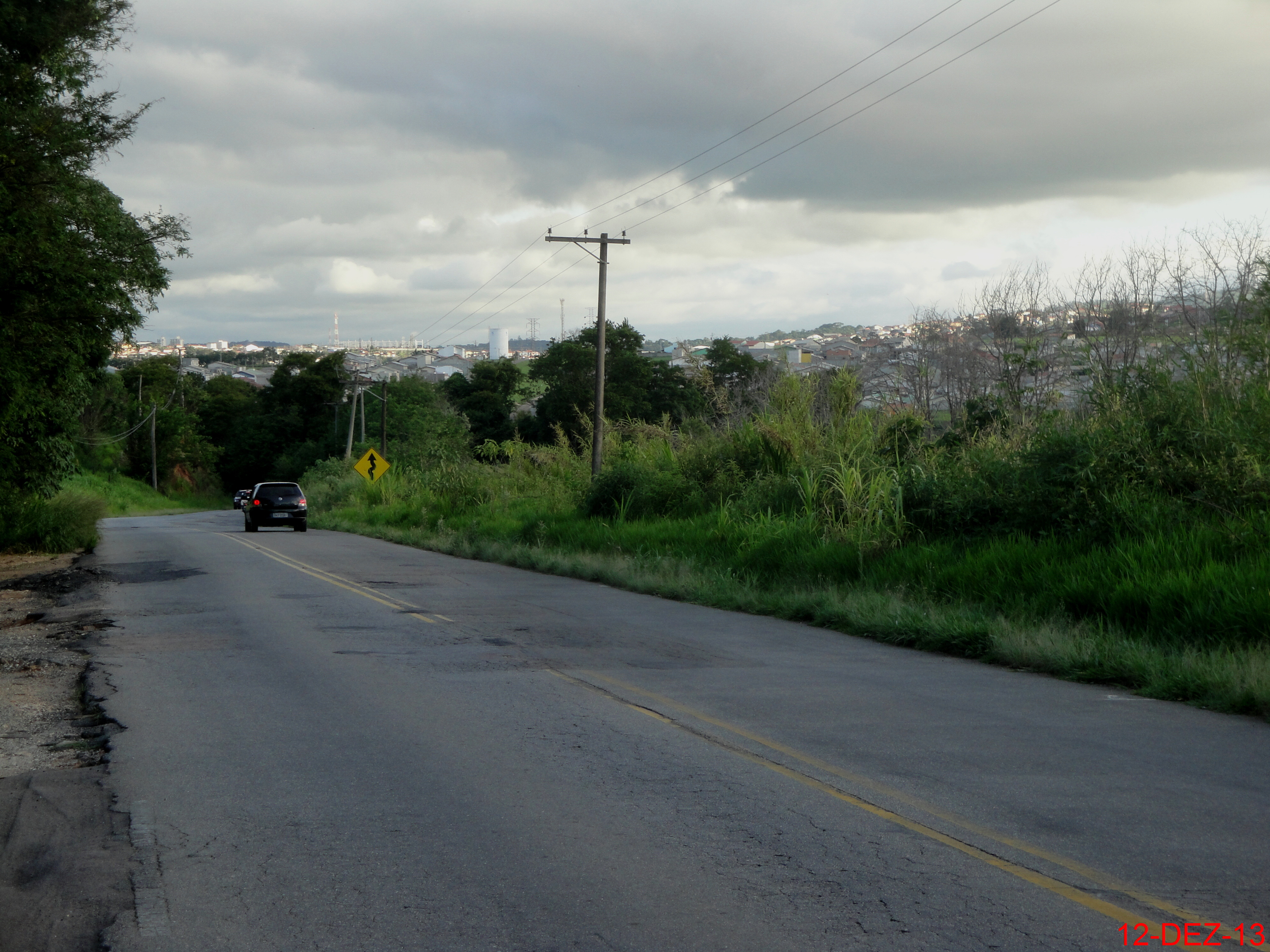
Trecho da SP-95 em Bragança Paulista.

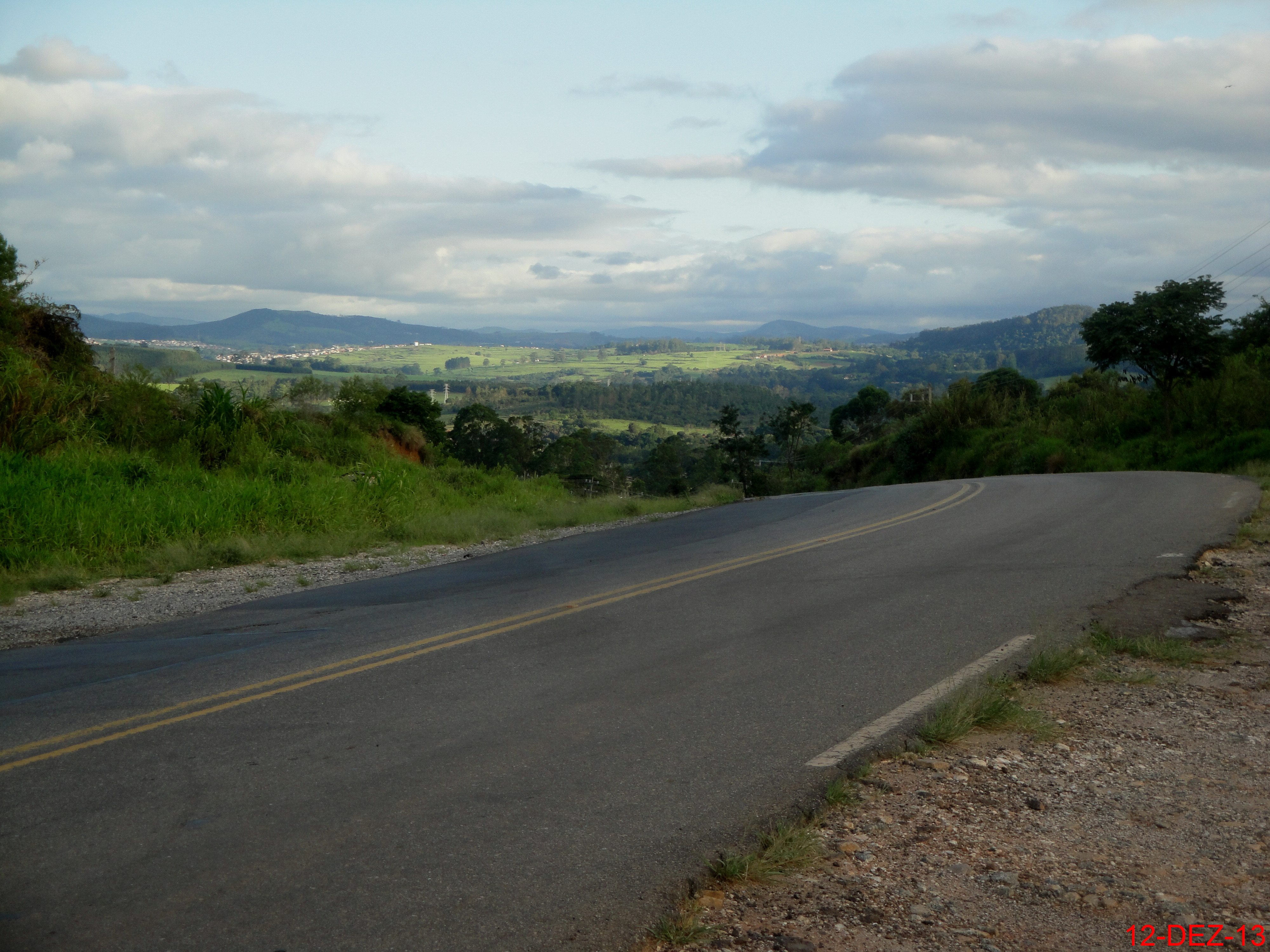
Trecho da SP-95 em Tuiuti.

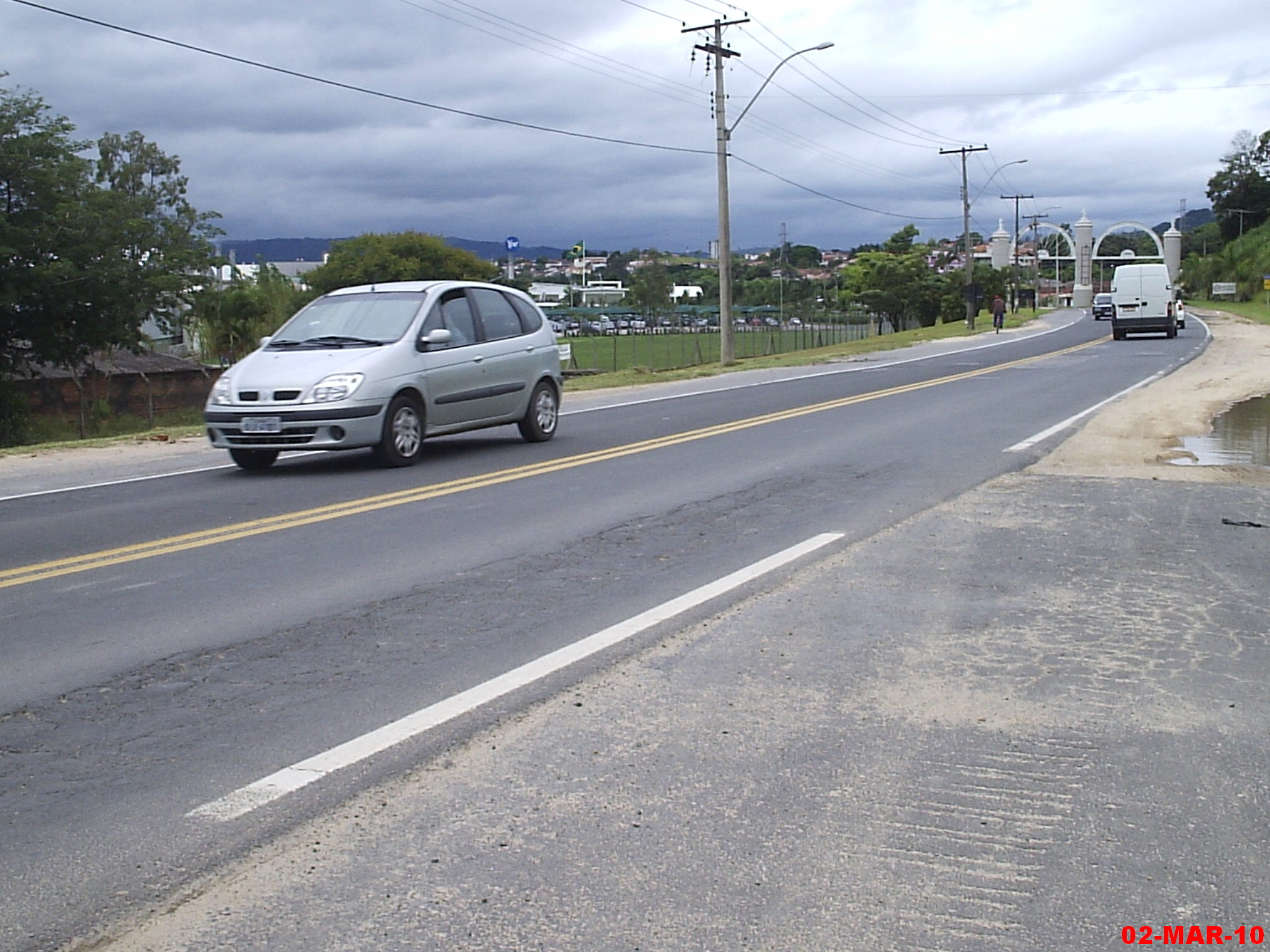
Trecho da SP-95 em Amparo.

### Extensão
- Km Inicial: 0,000
- Km Final: 74,400

### Localidades atendidas
- Bragança Paulista
- Tuiuti
- Amparo
- Arcadas
- Pedreira
- Jaguariúna

### Descrição do percurso
- Km 0,000 – Início da rodovia, intersecção SP-8, Perímetro Urbano de Bragança Paulista
- Km 2,000 – Fim Perímetro Urbano de Bragança Paulista
- Km 12,100 – Divisa Bragança Paulista/Tuiuti / Intersecção Vicinal de acesso ao bairro do Passa Três e à cidade de Morungaba
- Km 22,300 – Perímetro Urbano de Tuiuti
- Km 23,700 – Fim Perímetro Urbano Tuiuti
- Km 27,045 – Divisa Tuiuti/Amparo
- Km 34,307 – Interrupção do trecho, Intersecção SP-360
- Km 39,680 – Reinício da Rodovia, trecho coincidente com o viário de Amparo
- Km 43,000 – Fim do trecho coincidente sobre o viário de Amparo
- Km 43,800 – Fim Perímetro Urbano de Amparo
- Km 52,130 – Intersecção SP-107
- Km 53,570 – Divisa Amparo/Pedreira
- Km 55,270 – Perímetro Urbano Pedreira
- Km 62,520 – Fim PU Pedreira
- Km 66,420 – Divisa Pedreira/Jaguariúna
- Km 70,300 – Perímetro Urbano Jaguariúna
- Km 72,300 – Trecho coincidente com o Viário de Jaguariúna
- Km 73,900 – Fim do trecho coincidente sobre o Viário de Jaguariúna
- Km 74,400 – Fim de rodovia, intersecção SP-340